# Anne B. Ragde
Anne Birkefeld Ragde (ur. 3 grudnia 1957 w Odda) – pisarka norweska.
Debiutowała w 1986 r. powieścią dla dzieci Hallo! Her er Jo! Pisze książki zarówno dla młodych jak i dla dorosłych czytelników. Popularność w Norwegii i poza jej granicami przyniosła Ragde trylogia rodziny Neshov pochodzącej z okolic Trondheim, przetłumaczona m.in. na język polski: Berlinerpoplene, 2004 (wyd. pol. Ziemia kłamstw, 2010), Ermittkrepsene, 2005 (wyd. pol. Raki pustelniki, 2011) oraz Ligge i grønne enger, 2007 (wyd. pol. Na pastwiska zielone, 2012). Tragikomiczne losy bohaterów, których poza więzami krwi łączy niewiele zostały także zekranizowane jako serial.
Ragde przed rozpoczęciem kariery pisarskiej była wykładowcą uniwersyteckim w Trondheim w zakresie komunikacji masowej i reklamy.